# Christiane Jolissaint
Christiane Jolissaint (Vevey, 12 settembre 1961) è un'ex tennista svizzera.

## Carriera
In carriera ha vinto 5 titoli di doppio. Nei tornei del Grande Slam ha ottenuto il suo miglior risultato raggiungendo le semifinali di doppio agli US Open nel 1984, e di doppio misto agli Australian Open nel 1987.
In Fed Cup ha disputato un totale di 40 partite, ottenendo 20 vittorie e 20 sconfitte.

## Statistiche

### Doppio

#### Vittorie (5)
| Numero | Anno            | Torneo                       | Superficie  | Compagna            | Avversarie in finale               | Punteggio     |
| 1.     | 15 maggio 1983  | WTA Swiss Open, Lugano       | Terra rossa | Marcella Mesker     | Petra Delhees Pat Medrado          | 6–2, 3–6, 7–5 |
| 2.     | 29 gennaio 1984 | Pittsburgh Open, Pittsburgh  | Sintetico   | Marcella Mesker     | Anna-Maria Fernández Trey Lewis    | 7–6, 6–4      |
| 3.     | 13 maggio 1984  | WTA Swiss Open, Lugano       | Terra rossa | Marcella Mesker     | Iva Budařová Marcela Skuherská     | 6–4, 6–3      |
| 4.     | 11 gennaio 1988 | New South Wales Open, Sydney | Erba        | Ann Henricksson     | Claudia Kohde Kilsch Helena Suková | 7–6, 4–6, 6–3 |
| 5.     | 22 maggio 1988  | WTA Swiss Open, Ginevra      | Terra rossa | Dianne van Rensburg | Maria Lindström Claudia Porwik     | 6–1, 6–3      |

### Doppio

#### Finali perse (2)
| Numero | Anno            | Torneo                              | Superficie  | Compagna          | Avversarie in finale           | Punteggio |
| 1.     | 6 gennaio 1985  | Port St. Lucie Open, Port St. Lucie | Cemento     | Marcella Mesker   | Betsy Nagelsen Paula Smith     | 3-6, 4-6  |
| 2.     | 6 dicembre 1987 | WTA Argentine Open, Buenos Aires    | Terra rossa | Jill Hetherington | Mercedes Paz Gabriela Sabatini | 2-6, 2-6  |